# Stephens County (Texas)
Das Stephens County ist ein County im Bundesstaat Texas der Vereinigten Staaten. Das U.S. Census Bureau hat bei der Volkszählung 2020 eine Einwohnerzahl von 9.101 ermittelt. Der Verwaltungssitz (County Seat) ist Breckenridge.

## Geographie
Das County liegt etwa 90 km nördlich des geographischen Zentrums von Texas und hat eine Fläche von 2387 Quadratkilometern, wovon 70 Quadratkilometer Wasserfläche sind. Es grenzt im Uhrzeigersinn an folgende Countys: Young County, Palo Pinto County, Eastland County, Shackelford County und Throckmorton County.

## Geschichte
Erste europäische Siedler erreichten das County Ende der 1850er Jahre. Bis dahin lebten dort Comanchen und Tonkawa. Der erste Kolonist war wahrscheinlich John R. Baylor, der sich am Fluss Clear Fork Brazos niederließ. Das Stephens County wurde 1858 auf Beschluss des texanischen Kongresses (Texas Legislature) aus Teilen des Bosque County gebildet. Benannt wurde es zuerst nach dem damaligen amerikanischen Präsidenten James Buchanan. Nachdem sich Texas im Februar 1861 den Konföderierten Staaten angeschlossen hatte, erfolgte die Änderung auf den heutigen Namen. Damit wurde Alexander Hamilton Stephens, der erste und einzige Vizepräsident der Südstaaten geehrt.

## Demografische Daten

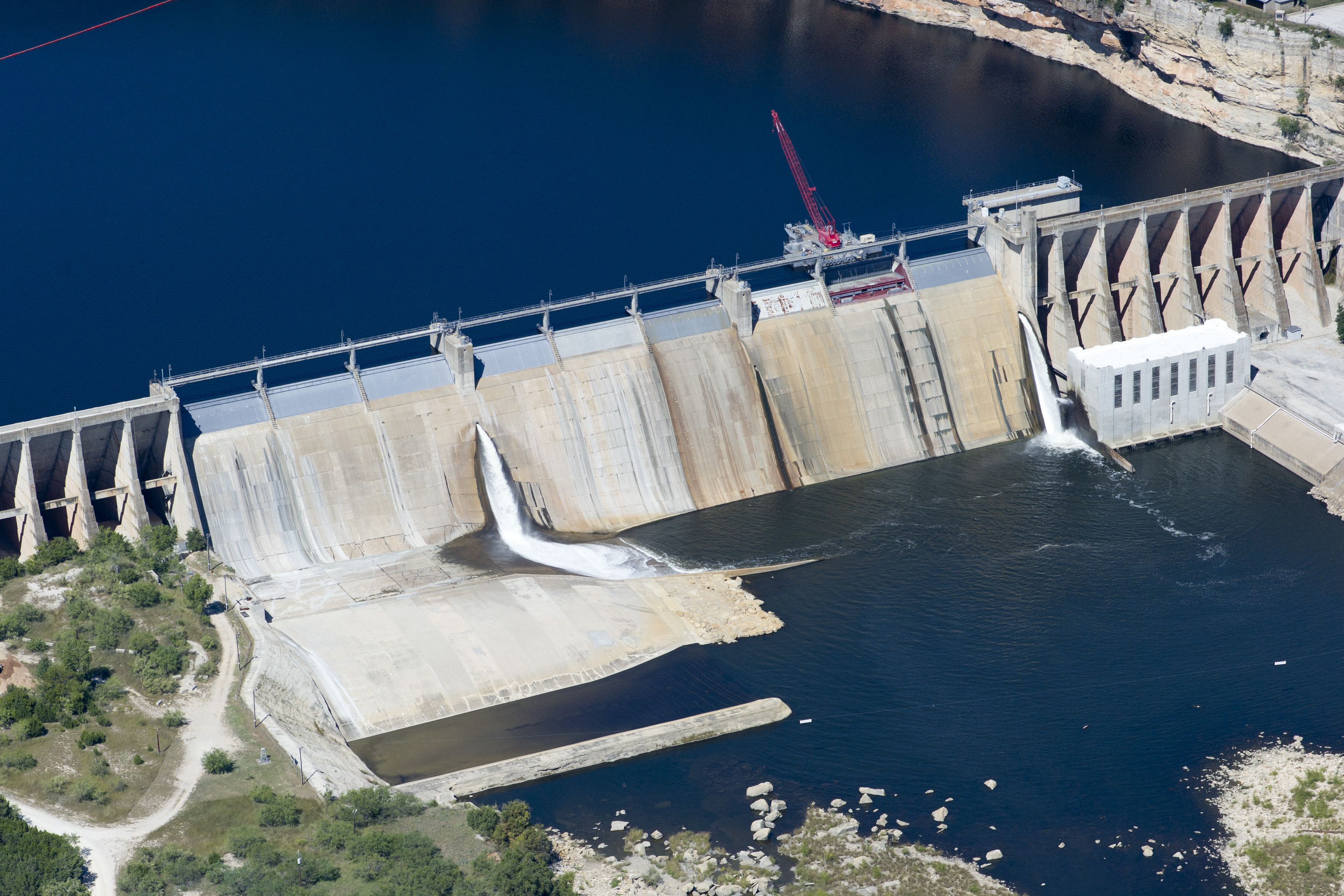
Der Morris Sheppard Dam am Possum Kingdom Lake

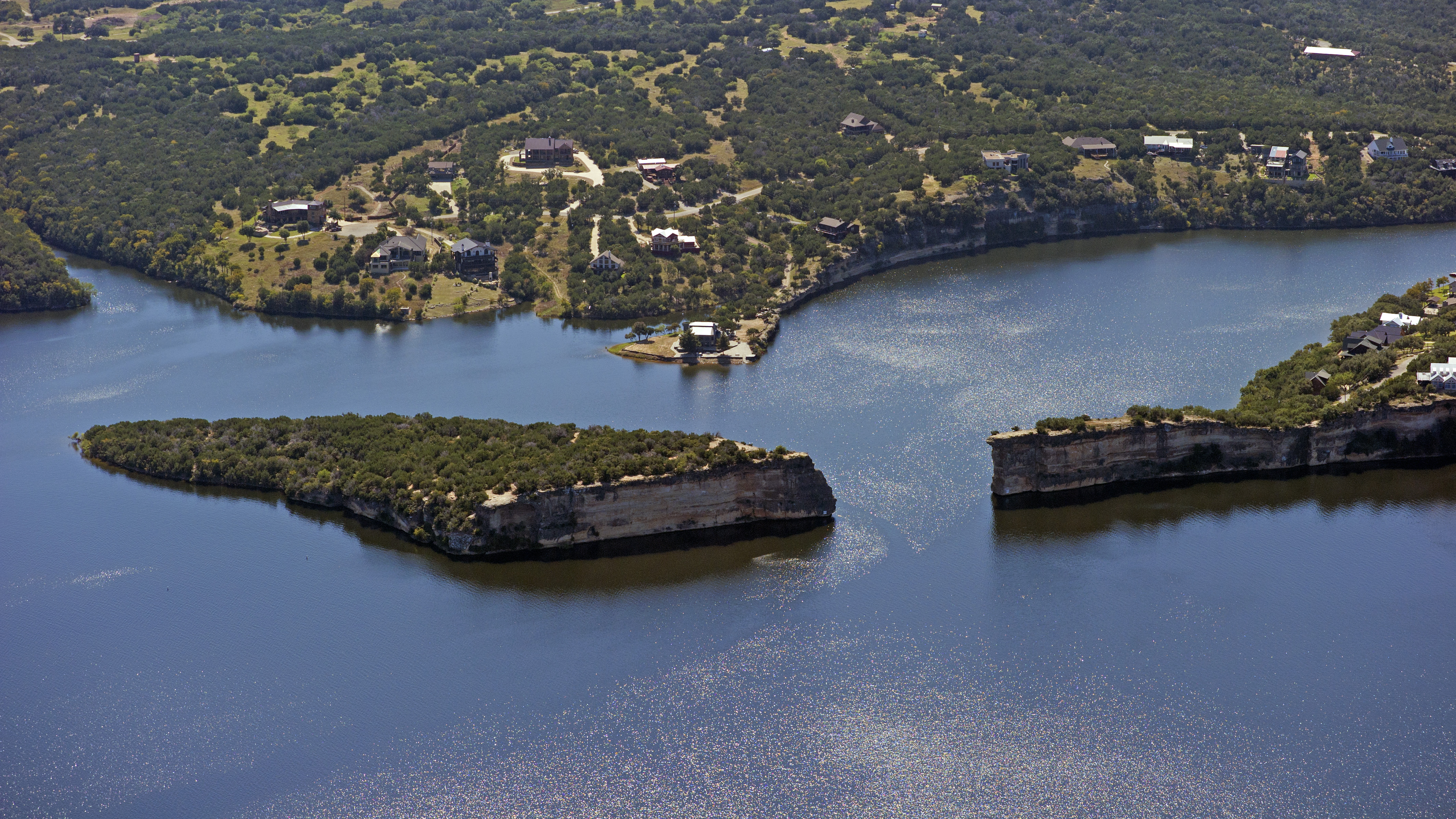
Der Possum Kingdom Lake

Nach der Volkszählung im Jahr 2000 lebten im Stephens County 9.674 Menschen in 3.661 Haushalten und 2.591 Familien. Die Bevölkerungsdichte betrug 4 Einwohner pro Quadratkilometer. Ethnisch betrachtet setzte sich die Bevölkerung zusammen aus 86,89 Prozent Weißen, 2,92 Prozent Afroamerikanern, 0,35 Prozent amerikanischen Ureinwohnern, 0,29 Prozent Asiaten, 0,02 Prozent Bewohnern aus dem pazifischen Inselraum und 8,15 Prozent aus anderen ethnischen Gruppen; 1,39 Prozent stammten von zwei oder mehr Ethnien ab. 14,66 Prozent der Einwohner waren spanischer oder lateinamerikanischer Abstammung.
Von den 3.661 Haushalten hatten 31,2 Prozent Kinder oder Jugendliche, die mit ihnen zusammen lebten. 57,3 Prozent waren verheiratete, zusammenlebende Paare, 9,9 Prozent waren allein erziehende Mütter und 29,2 Prozent waren keine Familien. 26,4 Prozent waren Singlehaushalte und in 13,7 Prozent lebten Menschen im Alter von 65 Jahren oder darüber. Die durchschnittliche Haushaltsgröße betrug 2,47 und die durchschnittliche Familiengröße betrug 2,96 Personen.
24,4 Prozent der Bevölkerung war unter 18 Jahre alt, 9,1 Prozent zwischen 18 und 24, 25,6 Prozent zwischen 25 und 44, 23,2 Prozent zwischen 45 und 64 und 17,7 Prozent waren 65 Jahre alt oder älter. Das Durchschnittsalter betrug 39 Jahre. Auf 100 weibliche Personen kamen 103,3 männliche Personen und auf 100 Frauen im Alter von 18 Jahren oder darüber kamen 103 Männer.

Das jährliche Durchschnittseinkommen eines Haushalts betrug 29.583 USD, das Durchschnittseinkommen einer Familie betrug 35.293 USD. Männer hatten ein Durchschnittseinkommen von 26.421 USD, Frauen 21.280 USD. Das Prokopfeinkommen betrug 15.475 USD. 12,6 Prozent der Familien und 15,6 Prozent der Einwohner lebten unterhalb der Armutsgrenze.

## Kultur und Sehenswürdigkeiten
Zwei Bauwerke im County sind im National Register of Historic Places („Nationales Verzeichnis historischer Orte“; NRHP) eingetragen (Stand 5. Januar 2022). Dabei handelt es sich um das Fort Davis Family Fort und das Stephens County Courthouse.

## Orte
- Breckenridge
- Caddo
- Crystal Falls
- Eolian
- Frankell
- Gunsight
- Harpersville
- Ivan
- Necessity
- South Hanlon